# The Wyatt Family
The Wyatt Family – nieaktywna stajnia w profesjonalnym wrestlingu występująca w federacji WWE. Do oryginalnego składu grupy należeli Bray Wyatt, Luke Harper oraz Erick Rowan, którzy wspólnie występowali w rozwojowym brandzie NXT. W listopadzie 2012, Harper i Rowan zdobyli NXT Tag Team Championship. Grupa zadebiutowała w głównym rosterze w lipcu 2013, jako antagonistyczna frakcja prześladująca innych wrestlerów, między innymi Kane’a, CM Punka, Daniela Bryana czy też Johna Cenę.
Po raz pierwszy grupa rozpadła się we wrześniu 2014, kiedy to Bray Wyatt ogłosił, że „uwolnił Luke’a Harpera i Ericka Rowana”. W maju 2015 doszło do ponownej współpracy pomiędzy Harperem i Rowanem, zaś dwa miesiące później wraz z Wyattem. W sierpniu 2015 dołączył do nich Braun Strowman, lecz jedenaście miesięcy opuścił grupę wskutek przywróconego podziału WWE na brandy. W listopadzie 2016, tuż po przyłączeniu się Randy’ego Ortona do ugrupowania, Wyatt Family zdobyło WWE SmackDown Tag Team Championship. W styczniu 2017, Orton wygrał Royal Rumble match, zaś miesiąc później Wyatt stał się jednokrotnym posiadaczem WWE Championship.

## Gimmick
Gimmick ugrupowania bazowała na kulcie hipisów; charakter Wyatta był wzorowany na postaci Charlesa Mansona i byłego wrestlera Waylona Mercy'ego, jak również Maxa Cady'ego z filmu Przylądek strachu. Członkowie Wyatt Family grali role poddanych Braya Wyatta, który manipulował ich umysłami. Członkowie grupy często wygłaszali tajemnicze proma na zapleczu lub w ringu. Najczęściej, Wyatt Family rozpoczynało rywalizacje poprzez atak na innych wrestlerów.

## Historia

### Formacja i początki
Bray Wyatt zadebiutował w NXT 11 lipca 2012. Przedstawiony został jako złowrogi lider kultu. Wierzył, że „jest on bardziej potworem, niż człowiekiem”.
W lipcu, Wyatt odniósł kontuzję mięśnia piersiowego, wymagającej operacji i przerwy od występów. Pomimo kontuzji, Wyatt wciąż pojawiał się na NXT i, wraz z Lukiem Harperem i Erickiem Rowanem uformował „The Wyatt Family”. Harper i Rowan wzięli udział w turnieju o nowo-wprowadzony pas NXT Tag Team Championship; w finale zostali pokonani przez Adriana Neville’a i Olivera GReya.
W lutym 2013 Wyatt powrócił do akcji w ringu. 2 maja na odcinku NXT, Harper i Rowan wygrali Triple Threat Elimination Tag Team match, stając się pretendentami do tytułów mistrzowskich. 8 maja, Harper i Rowan pokonali Neville’a i Bo Dallasa (który zastępował kontuzjowanego GReya), zdobywając NXT Tag Team Championship.
The Wyatt Family rozpoczęło rywalizację z Coreyem Gravesem i Kassiusem Ohno. 19 czerwca na NXT, ugrupowanie pokonało drużynę składającą się z Gravesa, Neville’a i Ohno. Na następnym NXT, członkowie Wyatt Family zaatakowali Gravesa, Neville’a i Ohno; kiedy William Regal próbował ich uratować, również został pobity. Doprowadziło to do 6-osobowego tag team matchu pomiędzy Wyatt Family a Gravesem, Neville’em i Regalem; starcie wygrało The Wyatt Family. 17 lipca na NXT, Harper i Rowan stracili NXT Tag Team Championship na rzecz Neville’a i Gravesa.

### Debiut w głównym rosterze

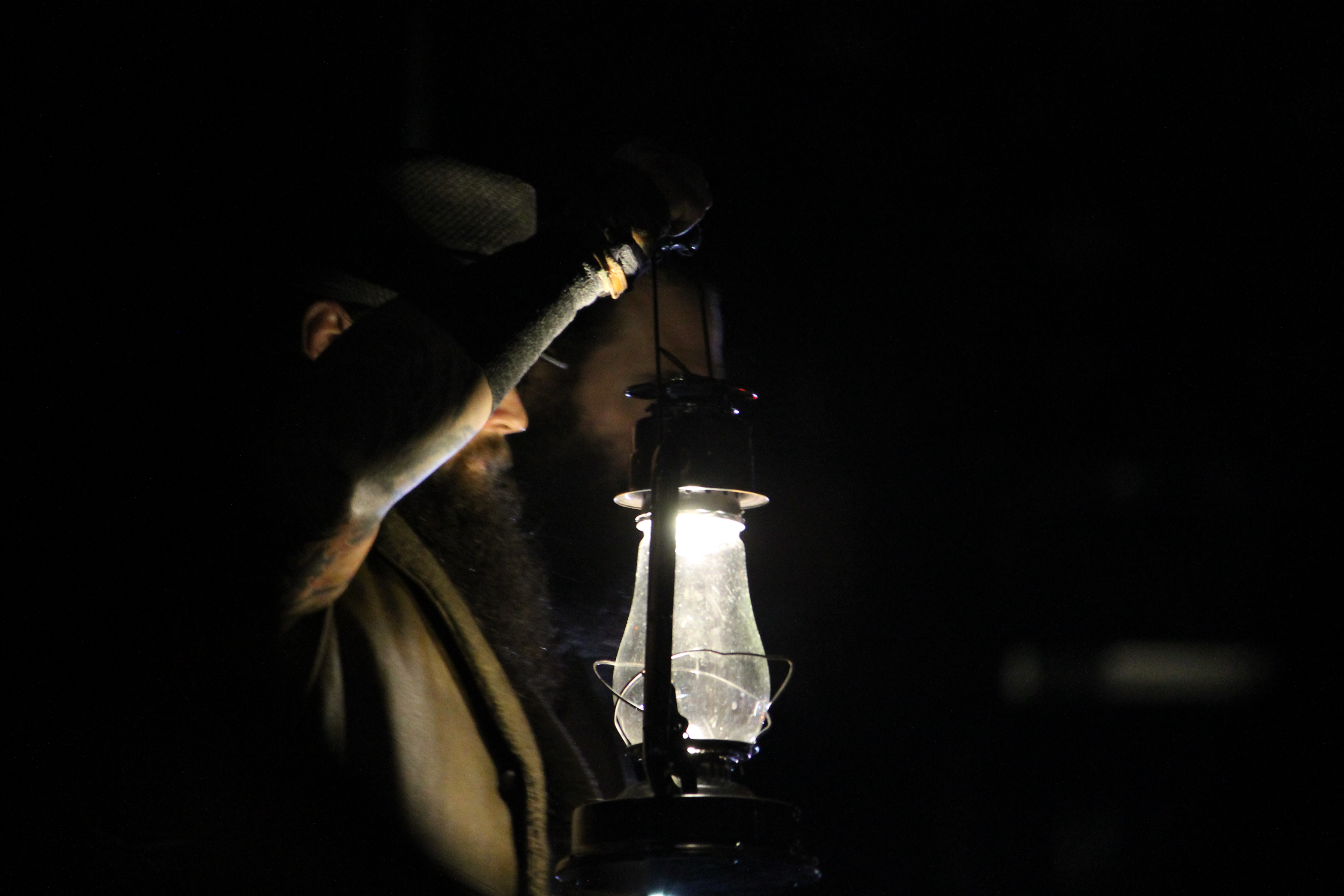
Klimatyczne wejście The Wyatt Family

Od 27 maja 2013, WWE zaczęło wypuszczać winiety promujące nadchodzący debiut The Wyatt Family w głównym rosterze. 8 lipca na Raw, The Wyatt Family zadebiutowało atakując Kane’a. Grupa kontynuowała ataki na innych wrestlerach i próbowała namówić Kane’a do przyłączenia się do Wyatt Family. Ostatecznie, Kane wyzwał Wyatta na Ring of Fire match na gali SummerSlam. Kane przegrał walkę, a po pojedynku został zaatakowany przez Harpera i Rowana. Na gali Battleground, Wyatt kontynuował pasmo zwycięstw; pokonał Kofiego Kingstona.
Pod koniec roku, Wyatt Family rozpoczęło rywalizację z CM Punkiem i Danielem Bryanem. Na gali Survivor Series, Harper i Rowan przegrali tag team match z Bryanem i Punkiem. Miesiąc później na TLC, ugrupowanie pokonało Bryana w 3-on-1 handicap matchu. Na ostatnim Raw w 2013, Bryan zawalczył z Wyatt Family w Gauntlet matchu, lecz przegrał z Wyattem. Po walce, sfrustrowany Bryan postanowił dołączyć się do Wyatt Family. Przyjął pseudonim „Daniel Wyatt”. Niedługo później Bray Wyatt zaczął poniżać Bryana. Ten zaś zaatakował resztę Wyatt Family i odszedł z grupy. Na gali Royal Rumble, w której Wyatt pokonał Bryana, tym samym kończąc ich rywalizację. Tej samej nocy, Harper i Rowan wzięli udział w Royal Rumble matchu; żaden z nich nie zdołał wygrać walki.

27 stycznia na odcinku Raw, The Wyatt Family zaatakowało Johna Cenę, Bryana i Sheamusa podczas ich walki z The Shield. Niedługo później ogłoszono 6-osobowy tag team match pomiędzy Shield a Wyatt Family na Elimination Chamber; walkę na gali wygrała rodzina Wyatta. 3 marca na Raw, Wyatt Family pokonało The Shield w walce rewanżowej, a 8 kwietnia zakończyło rywalizację z The Shield, ponownie pokonując ugrupowanie.

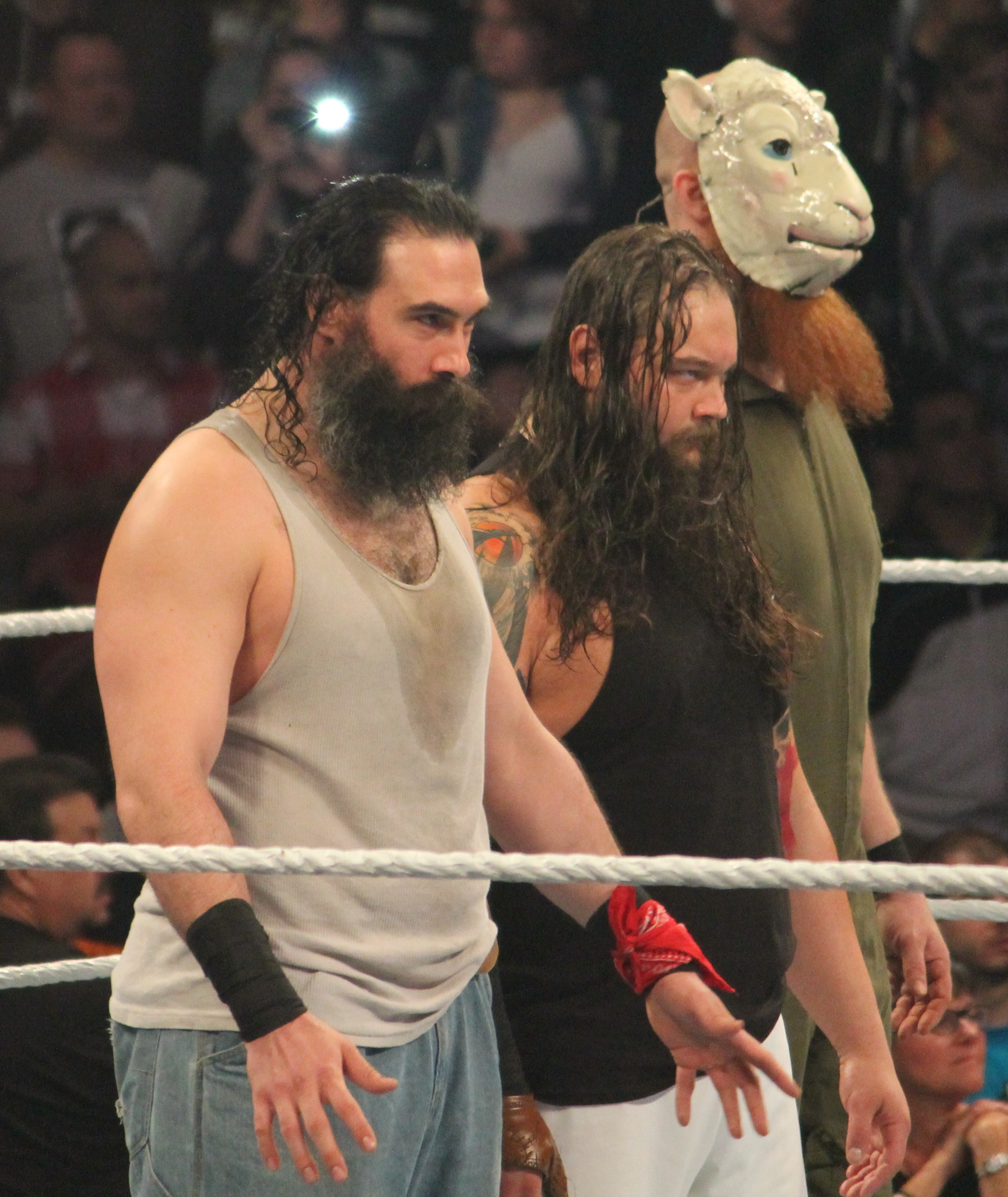
The Wyatt Family przed walką w kwietniu 2014

Na gali Royal Rumble 2014, The Wyatt Family spowodowało przegraną Johna Ceny w walce z Randym Ortonem o WWE World Heavyweight Championship. Na Elimination Chamber, Wyatt Family ponownie zainterweniowało w walce Ceny, przez co ten został wyeliminowany z Elimination Chamber matchu. Po gali PPV, Wyatt w pełni skupił się na rywalizacji z Ceną; chciał udowodnić, że postać Ceny jest kłamstwem i przemienić Cenę w „potwora”. Wyatt odpowiedział na wyzwanie Ceny na walkę na WrestleManii 30, lecz przegrał pojedynek pomimo interwencji Harpera i Rowana. Na gali Extreme Rules, Wyatt pokonał Cenę w Steel Cage matchu dzięki interwencji reszty Wyatt Family i odwróceniu uwagi Ceny przez jednego z młodszych fanów. Rywalizacja pomiędzy Wyattem a Ceną zakończyła się na gali Payback; Cena wyszedł zwycięsko z Last Man Standing matchu.
2 czerwca na odcinku Raw, Harper i Rowan pokonali WWE Tag Team Championów The Usos, przez co stali się pretendentami do tytułów. Tej samej nocy, Bray Wyatt zakwalifikował się do Money in the Bank ladder matchu o zwakowany WWE World Heavyweight Championship. Na gali Money in the Bank, wszyscy trzej członkowie grupy przegrali walki o tytuły. 30 czerwca na odcinku Raw, The Wyatt Family zaatakowało powracającego Chrisa Jericho. Na Battleground, The Usos ponownie obronili tytuły w walce z Harperem i Rowanem, zaś Jericho pokonał Braya Wyatta. Na SummerSlam, to Wyatt wyszedł zwycięsko z kolejnego pojedynku z Jericho. 8 września na odcinku Raw, Wyatt pokonał Jericho raz jeszcze, tym razem w Steel Cage matchu, kończąc ich feud. 19 września na odcinku SmackDown, The Wyatt Family pokonało Big Showa i Los Matadores; była to ich ostatnia walka jako drużyna.

### Singlowe kariery Harpera i Rowana
29 września 2014 zaczęto emitować winietki przedstawiające „wypuszczonych” Harpera i Rowana. Byli członkowie Wyatt Family powrócili do telewizji w różnych okolicznościach: Wyatt powrócił na gali Hell in a Cell, atakując Deana Ambrose’a. Rowan powrócił 31 października na odcinku SmackDown, podczas gdy Harper powrócił 10 listopada na odcinku Raw, rozpoczął współpracę z The Authority i niedługo później zdobył WWE Intercontinental Championship. 17 listopada na odcinku Raw, Rowan dołączył do drużyny Ceny przed galą Survivor Series, tym samym stając się przeciwnikiem Harpera, który dołączył do drużyny Authority.
Tymczasem Wyatt rywalizował z Ambrosem; twierdził, że może „naprawić” Ambrose’a tak jak „naprawił” Harpera i Rowana. Rywale zmierzyli się na Survivor Series; Ambrose przegrał walkę przez dyskwalifikację. Tymczasem w walce wieczoru którą był Survivor Series match, drużyna Ceny (z Rowanem) pokonała drużynę Authority (z Harperem). Tuż po Survivor Series, Harper został zmuszony do obrony swojego Intercontinental Championship w walce przeciwko Deanowi Ambrose'owi. Obronił tytuł dzięki interwencji Wyatta.
8 grudnia na odcinku Raw, Harper i Rowan zawalczyli ze sobą; Harper został zdyskwalifikowany. 5 stycznia 2015, The Authority zmusiło Rowana do walki z Harperem. Harper wygrał ten pojedynek, jak również pokonał Rowana w walce kwalifikacyjnej do Royal Rumble matchu. Pomimo przegranej, Rowan wziął udział w Royal Rumble matchu, lecz ostatecznie żadnemu z byłych członków Wyatt Family nie udało się wygrać pojedynku.
7 maja 2015 na odcinku SmackDown po tym, jak Harper pokonał Fandango, Rowan wszedł do ringu i zaatakował przeciwnika Harpera, przechodząc heel turn. 18 maja na Raw, Harper i Rowan pokonali Fandango i Zacka Rydera. Podczas jednej z walk na house showie, Erick Rowan został kontuzjowany, przez co musiał pauzować 4-6 miesięcy. W 2017 roku powrócili jako tag-team oraz zadebiutowali jako The Bludgeon Brothers, pokonali The Hype Bros.

### Powrót Wyatt Family

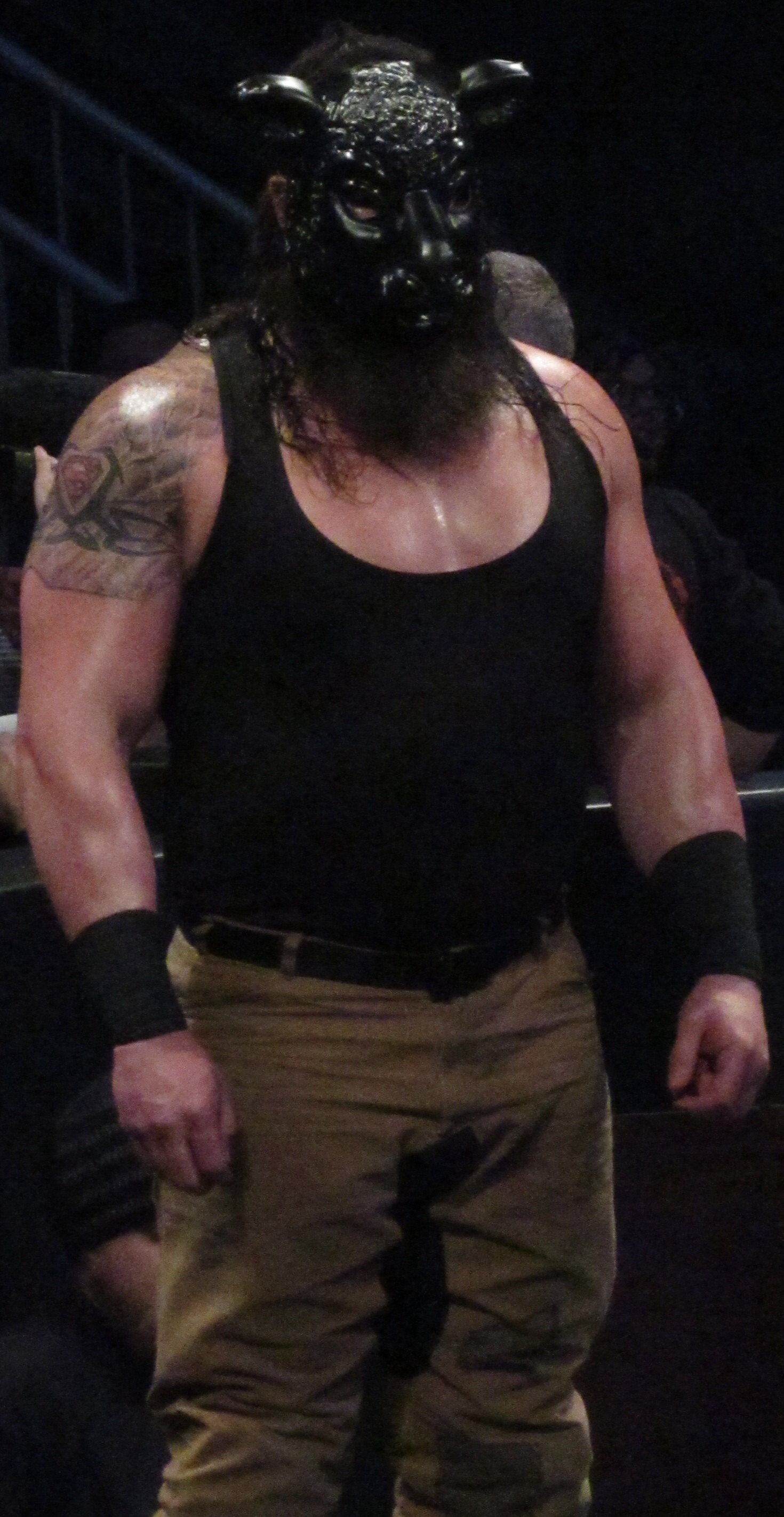
Braun Strowman

Na gali Battleground, Harper zainterweniował w walce Wyatta z Romanem Reignsem. Dzień później na Raw, Wyatt towarzyszył Harperowi przy walce z Reignsem; po pojedynku, Harper i Wyatt wdali się w bójkę z Reignsem i Deanem Ambrosem. Doprowadziło to do tag team matchu pomiędzy Reignsem i Ambrosem a Wyattem i Harperem na gali SummerSlam, z którego ci pierwsi wyszli zwycięsko.
24 sierpnia na odcinku Raw, podczas rewanżowej walki Wyatt i Harper z Reignsem i Ambrosem; podczas walki zadebiutował Braun Strowman. Debiutant dołączył do ponownie utworzonej Wyatt Family. Na gali Night of Champions Wyatt Family wygrało starcie z Reignsem, Ambrosem i partnerem ich wyboru – Chrisem Jericho. 19 października na edycji Raw, Erick Rowan powrócił po kontuzji i zjednoczył się z grupą.
Na gali Hell in a Cell, Wyatt został pokonany przez Romana Reignsa w Hell in a Cell matchu. Tej samej nocy, ugrupowanie zaatakowało The Undertakera. Dzień później na Raw podobny los spotkał Kane’a. 9 listopada na Raw, Undertaker i Kane powrócili jako The Brothers of Destruction i zaatakowali Wyatt Family. Na Survivor Series, Harper i Wyatt przegrali walkę z Undertakerem i Kanem.
Następnej nocy na Raw, Harper i Wyatt pokonali The Dudley Boyz. Tego samego tygodnia na odcinku SmackDown, Rowan i Strowman przegrali z The Dudley Boyz przez dyskwalifikację; po pojedynku, Harper i Rowan wykonali podwójny Chokeslam Bubbą Ray Dudleyem o stół. Na gali TLC: Tables, Ladders and Chairs, Wyatt Family pokonało Team ECW (Dudley Boyz, Tommy Dreamer, Rhyno) w 8-man tag team elimination tables matchu.
4 stycznia 2016 na odcinku Raw, The Wyatt Family zaatakowało Big Showa i Rybacka podczas ich walki. Dwa tygodnie później, grupa zaatakowała Reignsa i Brocka Lesnara. Na gali Royal Rumble, wszyscy członkowie grupy wzięli udział w Royal Rumble matchu; wyeliminowali łącznie 7 wrestlerów, lecz żadnemu nie udało się wygrać. Na gali Roadblock, Lesnar pokonał Wyatta i Harpera w 2-on-1 Handicap matchu. 21 marca na odcinku Raw, Luke Harper odniósł kontuzję kolana, przez co został zmuszony pauzować kilka miesięcy. Na WrestleManii 32, Wyatt Family (Bray, Strowman i Rowan) skonfrontowało się z The Rockiem w ringu. Rock zawalczył z Rowanem i pokonał go w rekordowe 6 sekund. Po walce grupa chciała zaatakować The Rocka, lecz na pomoc mu przyszedł powracający John Cena. 4 kwietnia na odcinku Raw, The Wyatt Family zaatakowało grupę The League of Nations. W następnym tygodniu na Raw, Wyatt Family uratowało Romana Reignsa przed atakiem ze strony League of Nations, zaś w walce wieczoru, Wyatt i Reigns pokonali Sheamusa i Alberto Del Rio.
13 kwietnia, na live evencie we Włoszech, Bray Wyatt odniósł kontuzję łydki. Jego nagła kontuzja spowodowała zakończenie rywalizacji i rozwiązanie League of Nations. Po powrocie w czerwcu, The Wyatt Family zaczęło rywalizować z mistrzami tag team WWE – The New Day.

### The „New” Wyatt Family
W lipcu, w wyniku WWE Draftu, ugrupowanie stało się częścią brandu SmackDown z wyjątkiem Strowmana, który jako jedyny został przeniesiony na Raw, tym samym odłączając go od grupy. 16 sierpnia na tygodniówce SmackDown, Wyatt opuścił Rowana po jego przegranej z Deanem Ambrosem, pozostawiając maskę Rowana na bujanym krzesełku Wyatta. Pomimo tego, 13 września na tygodniówce SmackDown, Rowan zaatakował Randy’ego Ortona na rzecz Wyatta, co oznaczało kontynuację ich współpracy. Na październikowej gali No Mercy powrócił Luke Harper, który zasilił brand SmackDown i zdecydował o wygranej Wyatta w jego walce z Ortonem. W międzyczasie Rowan przeszedł operację rozdartych mięśni pierścieni rotatorów i zaprzestał występów w ringu na cztery do sześciu miesięcy. 25 października na tygodniówce SmackDown, Orton zainterweniował w walce Wyatta z Kanem i pomógł wygrać Wyattowi, tym samym oficjalnie dołączając do ich grupy. Na gali Survivor Series, Orton i Wyatt byli częścią męskiej drużyny SmackDown w 5-on-5 Survivor Series Tag Team Elimination matchu przeciwko drużynie Raw, gdzie obaj jako jedyni wyszli z pojedynku zwycięsko. 29 listopada na odcinku SmackDown, Wyatt i Orton pokonali American Alpha stając się pretendentami do tytułów SmackDown Tag Team Championship. Zdobyli je pokonując Heatha Slatera i Rhyno na gali TLC: Tables, Ladders, & Chairs. W przyszłym tygodniu obronili tytuły w rewanżu z byłymi mistrzami, a także ogłoszono, że Luke Harper również stał się mistrzem za pośrednictwem zasady Freebird Rule. 27 grudnia grupa straciła SmackDown Tag Team Championship w Lista rodzajów walk we wrestlingu na rzecz American Alpha, gdzie Orton i Harper wystąpili reprezentując drużynę. 10 stycznia na odcinku SmackDown Live, Orton i Harper przegrali w rewanżu z American Alpha, zaś po walce Harper przypadkowo wykonał Wyattowi superkick. Dwa tygodnie później po walce pomiędzy Harperem i Ortonem, Wyatt wykonał pierwszemu Sister Abigail, tym samym zdradzając Harpera i wyrzucając go z ugrupowania.
Na gali Royal Rumble podczas tytułowej walki, Harper zaatakował Ortona i Wyatta próbując byłemu liderowi wykonać Sister Abigail. Pojedynek wygrał Orton, dzięki czemu stał się pretendentem do WWE Championship na WrestleManii 33. Na gali Elimination Chamber z 12 lutego, Orton pokonał Harpera, zaś Wyatt wygrał WWE Championship w Elimination Chamber matchu. Dwa dni później na odcinku SmackDown Live po tym, jak Wyatt obronił tytuł w walce z Johnem Ceną i AJ Stylesem, Orton wszedł do ringu i ogłosił rezygnację z walki o tytuł, dopóki jego posiadaczem jest Wyatt. W następnym tygodniu, Wyatt dał Ortonowi „klucze do królestwa”, do którego odnosiła się chatka Wyatta położona na bagnach. 28 lutego podczas SmackDown Live, Orton odwrócił się od Wyatta poprzez podpalenie chatki, po czym wyzwał go do pojedynku na WrestleManii 33, tym samym oficjalnie rozwiązując Wyatt Family.

## Styl walki
- Drużynowe finishery

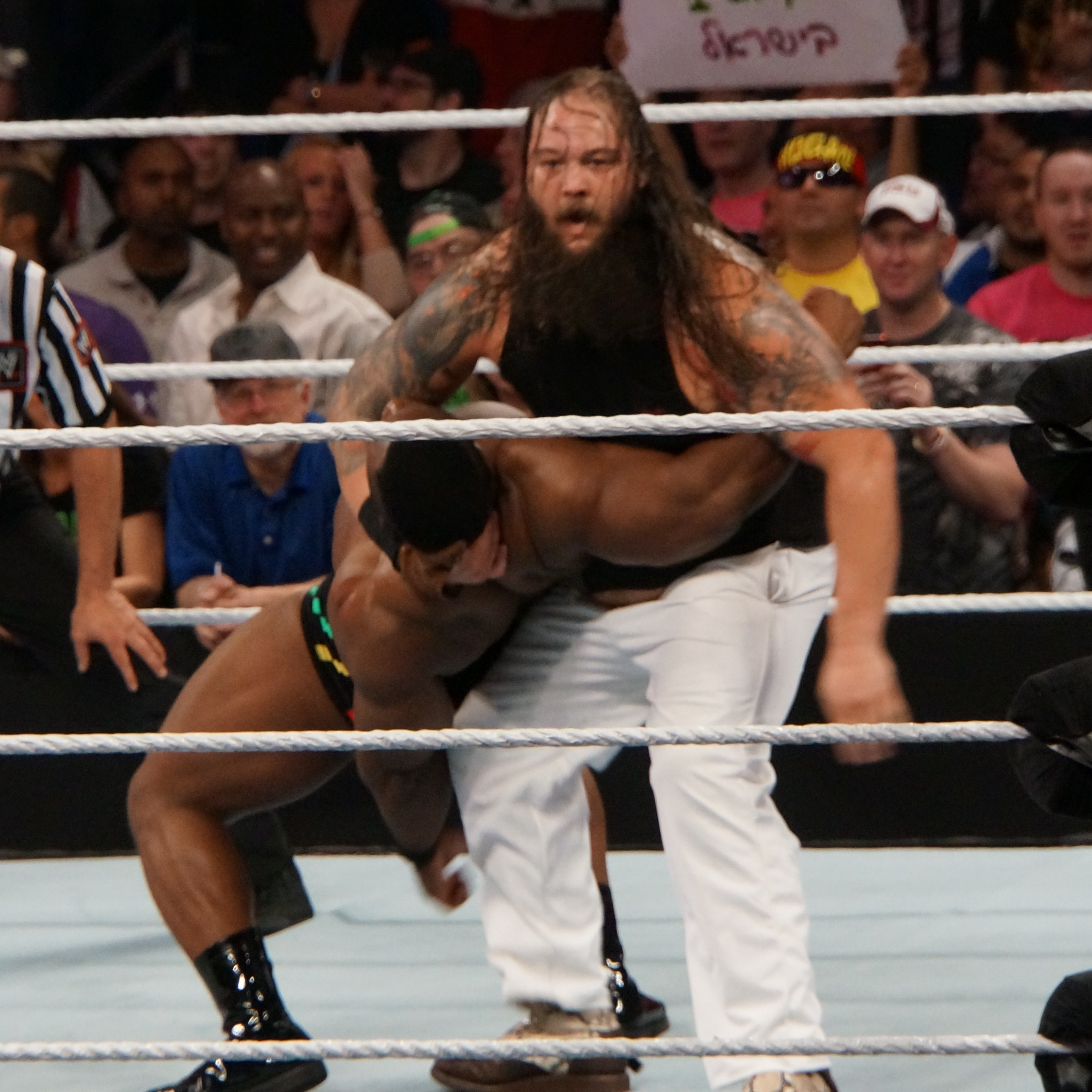
Wyatt przygotowujący się do wykonania Sister Abigail na Big E

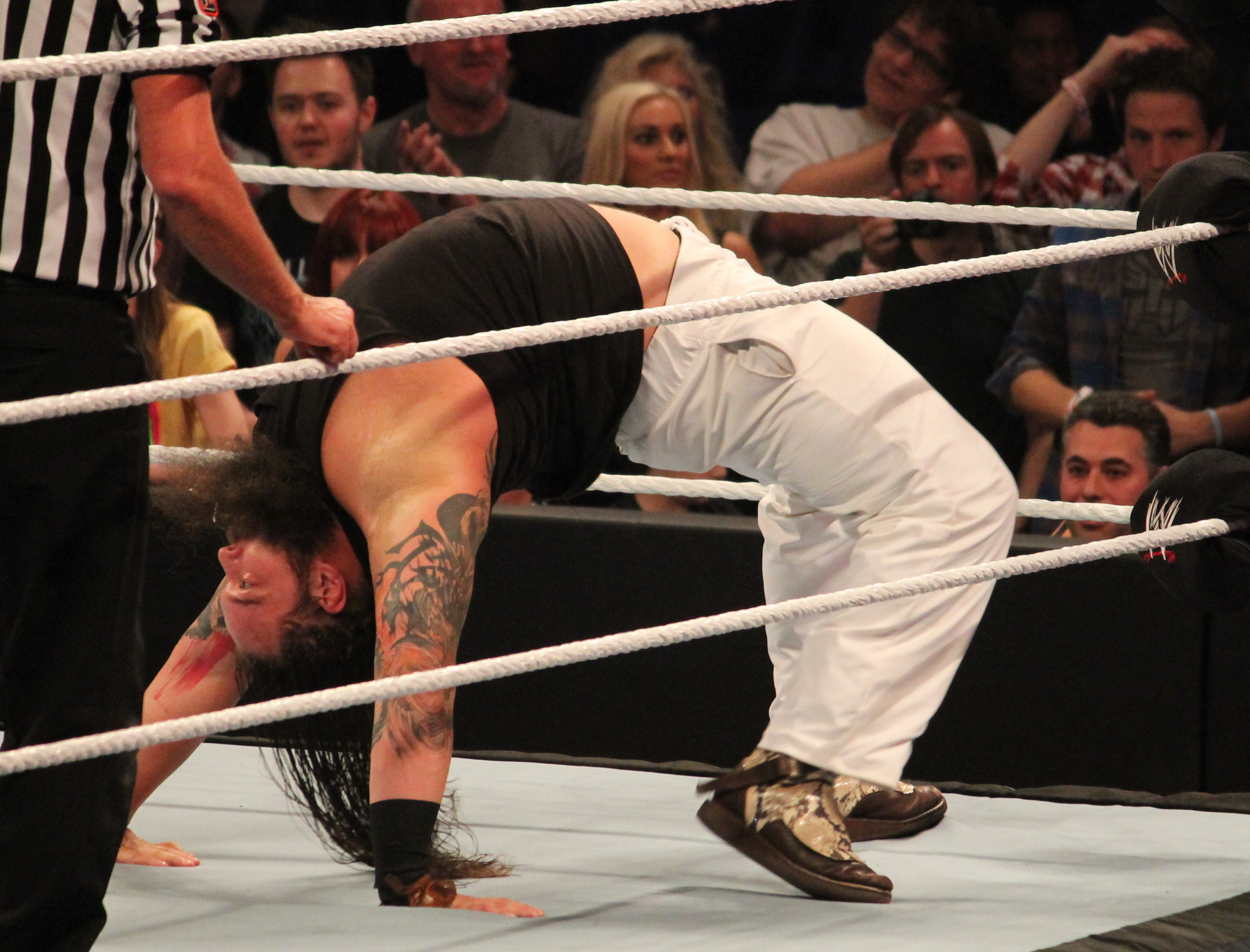
Wyatt jest znany z wykonywania pozycji „na kraba”

  - Kombinacja Body avalanche (Rowan) i discus clothesline (Harper)[91]
  - Kombinacja Discus clothesline (Harper) i running splash (Rowan)
  - Podwójny chokeslam (Harper i Rowan)[92][93] – od 2015
  - Kombinacja Superkick (Harper) i full nelson slam (Rowan)[94] – od 2015
  - The Way (kombinacja Flapjacka (Rowan) i Cuttera (Harper))[95][96] – 2015
- Drużynowe inne ruchy
  - Kombinacja Body avalanche (Rowan) z dodaniem big boota lub superkicku (Harper)
- Finishery Wyatta
  - Sister Abigail (Swinging reverse STO)[97][98][99]
- Finishery Harpera
  - Discus clothesline[100][101][102][103]
  - Truckstop[104] (Spinning side slam[100][105]) – NXT; używany jako zwykły ruch w WWE
- Finishery Rowana
  - Running splash[106] – 2013–2014; po 2014 używany jako zwykły ruch
  - Waist-lift sitout side slam[107][108] – 2014–2015
  - Full nelson slam[109][110] – od 2015
- Finishery Ortona
  - RKO[111] (Jumping cutter)
- Finishery Strowmana
  - Chokeslam[112]
  - Lifting Arm Triangle Choke[112]
  - Yokosuka Cutter[112]
- Przydomki
  - „Four Horsemen of the Apocalypse”[113]
  - „Armageddon„
  - „The Eater of Worlds”[114] (Wyatt)
  - „The Man of 1,000 Truths”[115] (Wyatt)
  - „The New Face of Fear”[116] (Wyatt)
  - „Bray Wyatt's Prodigal Son”[117][118] (Harper)
  - „The New Face of Desolation”[119][120] (Harper)
  - „The Black Sheep”[119][121] (Strowman)
  - „The New Face of Destruction”[122][123] (Strowman)
  - „The White Sheep” (Rowan)
  - „The New Face of Vengeance” (Rowan)[124]
- Motywy wejściowe
  - „Live in Fear” ~ Mark Crozer[125][126] (od 2013)
  - „Swamp Gas” ~ Jim Johnston[127] (od 2014) (używany w walkach Luke’a Harpera lub podczas walk w drużynie z Erickiem Rowanem i/lub Braunem Strowmanem)
  - „Voices” ~ Rev Theory (od 2016; używany przez Ortona w singlowych walkach)

## Mistrzostwa i osiągnięcia
- Pro Wrestling Illustrated

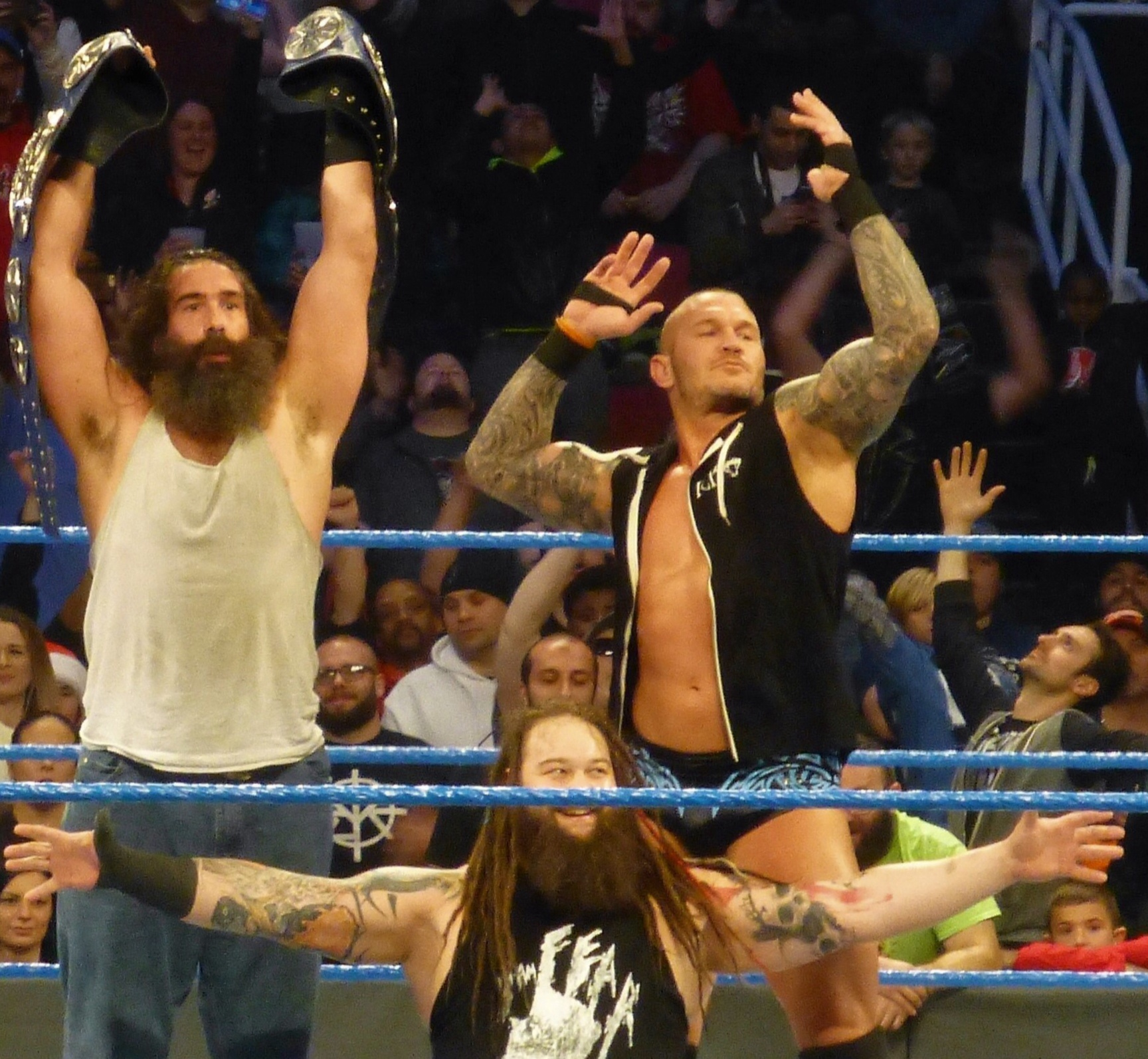
The Wyatt Family będące w posiadaniu WWE SmackDown Tag Team Championship.

  - PWI umieściło Wyatta na 6. miejscu w top 500 wrestlerów rankingu PWI 500 w 2014[128]
  - PWI umieściło Harpera na 24. miejscu w top 500 wrestlerów rankingu PWI 500 w 2015[129]
  - PWI umieściło Rowana na 57. miejscu w top 500 wrestlerów rankingu PWI 500 w 2014[130]
- Wrestling Observer Newsletter
  - Najlepszy Gimmick (2013)[131] – Wyatt, Harper i Rowan
- Rolling Stone
  - Debiutant roku (2015) – Strowman[132]
- Wrestling Observer Newsletter
  - Najlepszy gimmick (2013) – Wyatt, Harper i Rowan[131]
- WWE
  - WWE Championship (1 raz) – Wyatt[133]
  - WWE SmackDown Tag Team Championship (1 raz) – Harper, Orton i Wyatt[134]
  - Royal Rumble (2017) – Orton[135]
- WWE NXT
  - NXT Tag Team Championship (1 raz) – Harper i Rowan[136]